# Solomon Asanté
Solomon Asanté Wiafe (Kumasi, Ghana, 6 de marzo de 1990) es un futbolista ghanés que juega como extremo en el Las Vegas Lights de la USL Championship.

## Trayectoria

### Comienzos
Nació en Kumasi, capital del pueblo asante de Ghana.
Comenzó su carrera en el club ghanés Feyenoord Ghana, donde jugó desde 2007 hasta 2009.

### Yennenga
Solomon Asante se unió al ASFA Yennenga a principios de 2009. En sus primeras dos temporadas ganó las Premier League 2009-10 y 2010-2011. Además fue el máximo goleador de estas temporadas.

### Chelsea
Solomon Asante fichó por el Berekum Chelsea, club de la Premier League de Ghana, al comienzo de la temporada 2011-12.

### Mazembe
Jugó para Mazembe durante cinco temporadas, las cuales fueron las más exitosas de su carrera, logrando gran cantidad de títulos nacionales e internacionales.

### Phoenix Rising
Asante firmó con Phoenix Rising el 21 de diciembre de 2017, durante cuatro temporadas.

## Selección nacional

### Burkina Faso
Hizo su debut con Burkina Faso contra Sudáfrica en Ellis Park, el 8 de agosto de 2011, en un amistoso internacional. Marcó el único gol para Burkina Faso en el minuto 87. El resultado final fue de 1-3 a favor de la selección sudafricana.
En noviembre del mismo año dejó la selección para unirse a la de su país natal.

### Ghana
El 16 de mayo de 2012, fue llamado a la selección de Ghana de cara a dos partidos para las clasificación para la Copa Mundial de Fútbol de 2014, contra Lesoto y Zambia. Pero más tarde fue deseleccionado debido a preocupaciones sobre su elegibilidad para jugar con Ghana.
Luego, fue paulatinamente recibiendo convocatorias para jugar con la selección mayor, desde 2012 a 2015.

## Estadísticas
Fuentes: Transfermarkt Soccerway
| Club                  | País                            | Año           | Part. | Goles | Asist. | Prom |
| --------------------- | ------------------------------- | ------------- | ----- | ----- | ------ | ---- |
| Feyenoord Ghana       | Ghana                           | 2007-2009     | ¿?    | ¿?    | ¿?     | ¿?   |
| ASFA Yennenga         | Burkina Faso                    | 2009-2010     | 3     | 0     | 0      | 0    |
| Berekum Chelsea F. C. | Ghana                           | 2010-2012     | 20    | 2     | 2      | 0.1  |
| TP Mazembe            | República Democrática del Congo | 2013-2017     | 29    | 1     | 6      | 0.03 |
| Phoenix Rising        | Estados Unidos                  | 2018-presente | 88    | 44    | 37     | 0.5  |
| Indy Eleven           | Estados Unidos                  | 2022-2023     |       |       |        |      |
| Las Vegas Lights      | Estados Unidos                  | 2024-presente |       |       |        |      |

## Palmarés

### Títulos nacionales
| Título                           | Club          | País                            | Año     |
| -------------------------------- | ------------- | ------------------------------- | ------- |
| Primera División de Burkina Faso | ASFA Yennenga | Burkina Faso                    | 2010-11 |
| Linafoot                         | TP Mazembe    | República Democrática del Congo | 2013-14 |
| Linafoot                         | TP Mazembe    | República Democrática del Congo | 2015-16 |
| Linafoot                         | TP Mazembe    | República Democrática del Congo | 2016-17 |

### Títulos internacionales
| Título                       | Club       | Sede                            | Año  |
| ---------------------------- | ---------- | ------------------------------- | ---- |
| Liga de Campeones de la CAF  | TP Mazembe | República Democrática del Congo | 2015 |
| Supercopa de la CAF          | TP Mazembe | República Democrática del Congo | 2016 |
| Copa Confederación de la CAF | TP Mazembe | República Democrática del Congo | 2016 |
| Copa Confederación de la CAF | TP Mazembe | Sudáfrica                       | 2017 |